# Johann Kolowrat (Domherr)
Johann von Kolowrat, auch Hanusch; Hanuš II., (* vor 1435; † 23. September 1483 in Prag) war ein böhmischer Adliger, Priester und Apostolischer Administrator von Prag.

## Leben
Johann Kolowrat stammte aus der Adelsgeschlecht der Kolowrat und war der Sohn des Hans von Kolowrat auf Liebstein. Nach dem Tod seines Vaters erbte er die Burg Žebrák. Nach dem Tod seiner Frau Franziska von Sternberg im 1467 wurde er römisch-katholischer Priester und wurde Propst des Domkapitels in Prag.
Er war Domherr von Vyšehrad, einem Burgwall südlich der Prager Burg auf der gegenüberliegenden Seite der Moldau gelegen und als zweite Burg der Přemysliden in der ersten Hälfte des 10. Jahrhunderts gegründet. Johann war von 1468 bis 1483 durch Papst Paul II. eingesetzter Administrator des Erzbistums Prag während der Sedisvakanz durch die Hussiten.
Er war ein Mäzen des Veitsdoms: Er gab eine silberne Reliquienplatte (signierte von Goldschmied Martinus und datierte 1465), illuminierte Handschriften und Paramenta.
Er wurde in Veitsdom in Prag begraben.